# Céleste Alkan
Pour les articles homonymes, voir Alkan (homonymie) et Morhange.
Céleste Morhange, dite Céleste Alkan, également connue sous son nom de femme mariée Céleste Mayer Marix, est une cantatrice française née le 25 février 1812 à Paris et morte dans la même ville le 21 décembre 1897.

## Biographie
Céleste Morhange naît à Paris le 25 février 1812,, au sein d'une famille de musiciens.
À l'instar de ses frères Charles-Valentin (1813-1888), Ernest (1816-1876), Maxime (1818-1891), Napoléon (1826-1906) et Gustave (1827-1882), Céleste étudie dès 1817 au Conservatoire de Paris, où elle obtient un premier prix de solfège en 1823 et travaille la basse continue, la vocalisation et le chant de 1828 à 1832,,. Elle est amie avec la cantatrice Cornélie Falcon, qu'elle a connue au Conservatoire.
Comme toute sa fratrie, elle adopte comme nom de scène le prénom de son père, Alkan Morhange, dès son entrée au Conservatoire.
En 1837, elle épouse le facteur d'instruments et éditeur de musique Mayer Marix (1805-1872), constructeur et vendeur de l'harmoniflûte, instrument pour lequel Napoléon Alkan, un des frères de Céleste, écrit deux pièces.
Entre 1830 et 1850, Céleste Alkan se produit lors de quelques concerts parisiens, notamment en compagnie de son frère Charles-Valentin. Comme compositrice, une de ses œuvres nous est parvenue, sous forme manuscrite, un Rondoletto-caprice sur un air national suisse pour orgue expressif en do majeur.
Elle meurt le 21 décembre 1897 dans le 16e arrondissement de Paris en son domicile rue de la Tour,.

## Descendance
Céleste est la mère de :
- Albertine Marix, qui épouse Charles Lehmann le 1er juillet 1875 à Paris 16e ; de cette union, le peintre animalier et sculpteur Jacques Lehmann, dit Jacques Nam ;
- Marie-Valentine-Gabrielle Marix, artiste musicienne, qui épouse Lazard Morhange, facteur d’instruments de musique, le 3 juillet 1860 à Paris 2e. De cette union nait Adam Morhange, fabricant d’instruments de musique, qui épouse Esther Wormser le 26 juin 1890 à Paris 2e ; ils ont pour enfants Yvonne, Marthe, Georges et Alphonse Morhange (tous deux créateurs de la banque Morhange).